# Slædepatruljen Sirius (dokumentarfilm)
|  | Denne artikel er oprettet af botten Steenthbot ud fra en ekstern database. Den kan derfor have sproglige fejl eller mangler. Denne skabelon kan fjernes efter kontrol af indholdet. |

Slædepatruljen Sirius er en dansk dokumentarfilm fra 1981 instrueret af Jørgen Roos efter eget manuskript.

## Handling
Et godt stykke nord for Polarcirklen ligger et af de mest øde landområder på jorden: Nordøstgrønland. De eneste, der regelmæssigt kommer rundt i dette område, er nogle mænd fra slædepatruljen Sirius, som hører under det danske forsvar. Sirius er navnet på himlens klareste stjerne i stjernebilledet Den store hund. Tjenesten i slædepatruljen er to-årig. Den er frivillig, men der er altid mange om buddet. Det er folk med mod på eventyr, og de få, der bliver udvalgt, er mænd i noget nær perfekt fysisk og psykisk form. Det er et meget krævende job. I filmen følges slædehold 5 undervejs på den store forårstur, som er startet i slutningen af februar. Med på turen er to mænd, 11 hunde og en tungtlastet slæde.

## Medvirkende
- Ib Hedegaard Jensen
- Jens Riis
- Anker Steen Sørensen